# Mercedes-Benz X167
La sigla X167 identifica la seconda generazione della  Mercedes-Benz Classe GLS, un SUV di lusso prodotto dalla casa automobilistica tedesca Mercedes-Benz dal 2019.

## Specifiche
La nuova GLS ha debuttato al salone di New York del 2019. Rispetto al modello precedente, è più lunga di 77 mm e più larga di 22 mm. L'interasse è stato maggiorato di 60 mm, per migliorare lo spazio nell'abitacolo e per i sedili della seconda fila. Inoltre, la GLS è dotata di tre file di sedili completamente regolabili elettricamente.
Il sistema di sospensione utilizza un apparato pneumatico chiamato Airmatic già utilizzato sul precedente modello X166. 
Si tratta del primo SUV di Mercedes ad essere disponibile anche in versione Maybach. 

## Motorizzazioni
| Versione         | Anni produzione  | Motore                      | Cilindrata       | Potenza                                                                                  | Coppia                        | Accelerazione (0–100 km/h) | Velocità Massima | Consumi           |
| Motori a benzina | Motori a benzina | Motori a benzina            | Motori a benzina | Motori a benzina                                                                         | Motori a benzina              | Motori a benzina           | Motori a benzina | Motori a benzina  |
| ---------------- | ---------------- | --------------------------- | ---------------- | ---------------------------------------------------------------------------------------- | ----------------------------- | -------------------------- | ---------------- | ----------------- |
| GLS 450 4MATIC   | 10/2019-         | 6 cilindri in linea biturbo | 2.999 cc         | 270 kW/370 CV a 5.900-6.100 giri/min (motore termico) - 16 kW/22 CV (elettrico)          | 500 Nm - 250 Nm (elettrico)   | 6,2 secondi                | 240 km/h         | N/A               |
| GLS 580 4MATIC   | 10/2019-         | V8 biturbo                  | 3.982 cc         | 360 kW/490 CV a 5.900-6.100 giri/min (motore termico) - 16 kW (22 CV; 21 CV) (elettrico) | 700 Nm - 250 Nm (elettrico)   | 5,3 secondi                | 250 km/h         | 9,8-10,0 l/100 km |
| Motori diesel    |                  |                             |                  |                                                                                          |                               |                            |                  |                   |
| GLS 350 d 4MATIC | 10/2019-         | 6 cilindri in linea biturbo | 2.925 cc         | 210 kW/290 CV a 3.400-4.600 giri/min                                                     | 600 Nm a 1.200–3.200 giri/min | 7,0 secondi                | 227 km/h         | 7,6–7,9 l/100 km  |
| GLS 400 d 4MATIC | 10/2019-         | 6 cilindri in linea biturbo | 2.925 cc         | 243 kW/330 CV a 3.600-4.200 giri/min                                                     | 700 Nm a 1.200-3.200 giri/min | 6,3 secondi                | 238 km/h         | 7,6–7,9 l/100 km  |